# Aerobiología
La aerobiología es una rama de la biología que estudia partículas orgánicas, tales como bacterias, esporas de hongos, insectos muy pequeños y polen, las cuales son pasivamente transportadas por el aire. Uno de los principales campos de la aerobiología ha sido el de contar estas partículas como ayuda en el tratamiento de los alérgicos.

## Campo de acción
Una importante aplicación médica de la Aerobiología es el estudio de transmisión de enfermedades por el aire. Se sabe que muchas bacterias, virus y hongos pueden ser transportados a través del aire, posiblemente dentro de gotas.
La Aerobiología es una ciencia en pleno desarrollo, que interacciona con muchas otras ciencias como la ingeniería y la meteorología.

## Organizaciones
La Asociación Panamericana de Aerobiología (PAAA) es una sociedad de individuos que comparten un interés profesional o académico en la ciencia de Aerobiología. 
España cuenta con una Red Española de Aerobiología (REA), constituida en 1992 y cuyo centro coordinador se encuentra en el Departamento de Botánica, Ecología y Fisiología de la Universidad de Córdoba. Entre las tareas de este centro coordinador se encuentran la difusión de información polínica nacional en los diferentes medios de comunicación.
El método aerobiológio empleado y estandarizado por la Red Española de Aerobiología es ampliamente utilizado en el campo científico. Los datos generados por la Red Española de Aerobiología están sometidos a un estricto control, asegurando su calidad área. Posteriormente se publicaron las Mínimas Recomendaciones del método aerobiológico, tras un intenso trabajo de consenso internacional.

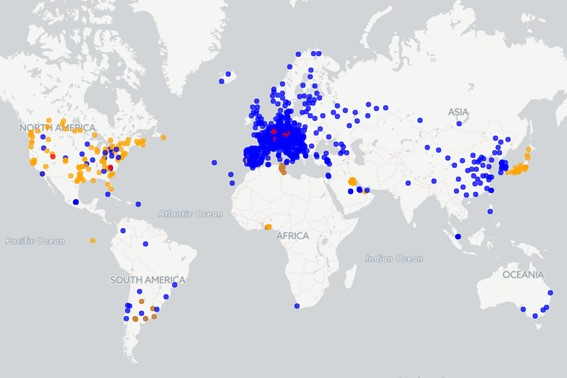
Mapa de las estaciones de muestreo polínico.

En Chile, se ha realizado monitoreo de polen ambiental en las ciudades de Santiago, Valparaíso, Talca y Temuco, ciudad donde se determinó el calendario polínico    y estudios de prevalencia y  sensibilización alergénica